# 1958年太平洋颱風季
| 太平洋颱風季             |
| 主題頁 - 專題 - 編輯指南 |

1958年太平洋颱風季泛指在1958年全年內的任何時間，於赤道以北及國際換日線以西的太平洋水域，以及南中國海所產生的熱帶氣旋。雖然有關方面並沒有設下本颱風季的指定期限，但大部份於西北太平洋的熱帶氣旋通常都會於五月至十二月期間形成。
本條目的範圍僅侷限於赤道以北及國際換日線以西的太平洋及南海的水域。於赤道以北及國際換日線以東的太平洋水域產生的風暴則被稱為颶風，並被列入1958年太平洋颶風季。在西太平洋產生的熱帶風暴是由聯合颱風警報中心命名，國際編號為58xx。而凡進入或產生於菲律賓風暴責任範圍以內的熱帶低氣壓，菲律賓大氣地理天文部門 (PAGASA) 都會為它們訂立一個菲律賓名稱，作當地警報用途；因此同一個風暴有時候會有兩個不同的名稱。
以下各熱帶氣旋資訊以熱帶氣旋存在期間的最強形態為準。

## 已被國際命名的熱帶氣旋
在1958年，有24個熱帶低氣壓形成，其中23個成為了熱帶風暴。21個成為了颱風。8個更成為了超級颱風。

### 颱風蒂絲（Tess）
蒂絲是中央氣象局自設立警報機制開始，第一個發出海上颱風警報的颱風。

### 超級颱風溫妮（Winnie）
溫妮是中央氣象局自設立警報機制開始，第一個發出陸上颱風警報的颱風。

### 超級颱風艾達（Ida）
超級颱風艾達是本年太平洋台风季中最強的热带气旋，風暴於9月20日在關島附近形成，在9月27日消散，维持了約一周。艾達在日本本州神奈川縣登陸之前，曾經錄得一分鐘最高平均風速約為325千米每小时（200英里每小时），最低氣壓為877百帕斯卡，成為當時全球最強的熱帶氣旋，直到1975年被颱風裘恩打破。艾達為日本靜岡縣伊豆半島和關東地方等地，特別是狩野川周圍帶來嚴重破壞，造成逾1900宗泥石流、1269人喪生及約5000萬美元的財產損失。後來日本氣象廳為它命名為狩野川颱風，是為氣象廳8個命名颱風其中之一。

## 未被國際命名的熱帶氣旋
除了被命名的熱帶氣旋外，還有一些沒被命名的熱帶低氣壓的熱帶氣旋。以下列出那些熱帶氣旋的資料。

### 日本氣象廳第四號熱帶風暴
5月26日，第四號熱帶風暴在南海生成及發展，它吹襲中國大陸廣東省和其管轄的海南島，並於6月6日消散。皇家香港天文台在5月29日14時50分直接懸掛三號強風信號，並在5月30日16時20分改掛七號（今八號東北）烈風信號。因應熱帶風暴登陸，天文台在5月31日3時45分改掛三號信號，12時55分除下所有信號，所有時間均為夏令時間。此熱帶風暴為至今最後一個引致天文台懸掛烈風或以上信號的未命名風暴，至此之後所有這類風暴都有命名。

## 熱帶氣旋名單
| - Agnes - Bess - Carmen - Della - Elaine - Faye - Gloria - Hester - Irma - Judy - Kit - Lola - Mamie - Nina - Ophelia - Phyllis - Rita - Susan - Tess - Viola - Winnie | - Alice - Betty - Cora - Doris - Elsie - Flossie - Grace - Helen - Ida - June - Kathy - Lorna - Marie - Nancy - Olga - Pamela - Ruby - Sally - Tilda - Violet - Wilda | - Anita - Billie - Clara - Dot - Ellen - Fran - Georgia - Hope - Iris - Joan - Kate - Louise - Marge - Nora - Opal - Patsy - Ruth - Sarah - Thelma - Vera - Wanda | - Amy - Babs - Charlotte - Dinah - Emma - Freda - Gilda - Harriet - Ivy - Jean - Karen - Lucille - Mary - Nadine - Olive - Polly - Rose - Shirley - Trix - Virginia - Wendy |